# Kamal El Keraa
Kamal El Keraa (en arabe : كمال القرع), né le 5 octobre 1994, est un footballeur marocain évoluant au poste d'attaquant au JS Soualem.

## Biographie

### En club
Issu du centre de formation du Chabab Mohammédia, Kamal El Keraa débute tardivement le football en D2 marocaine le 21 décembre 2019 à l'occasion d'un match face au Maghreb de Fes (match nul, 0-0). Le 9 octobre 2020, il inscrit son premier doublé en D2 face au TAS de Casablanca (victoire, 1-3). En fin de saison 2019-2020, il est vice-champion de la D2 marocaine et est promu en Botola Pro.

### En sélection
Le 5 juin 2021, il est convoqué par Houcine Ammouta avec l'équipe du Maroc  A' pour un stage de préparation à Maamora,.

## Statistiques
| Saison                | Club                  | Championnat           | Championnat | Championnat | Championnat | Coupe(s) nationale(s) | Coupe(s) nationale(s) | Coupe(s) nationale(s) | Total | Total | Total |
| Saison                | Club                  | Division              | M.          | B.          | P.d.        | M.                    | B.                    | P.d.                  | M.    | B.    | P.d.  |
| 2019-2022             | Chabab Mohammedia     | Botola 2              | 13          | 2           | 0           | -                     | -                     | -                     | 13    | 2     | 0     |
| 2020-2021             | Chabab Mohammedia     | Botola                | 15          | 4           | 1           | 1                     | 0                     | 0                     | 16    | 4     | 1     |
| 2021-2022             | Chabab Mohammedia     | Botola                | 20          | 6           | 1           | -                     | -                     | -                     | 20    | 6     | 1     |
| Total sur la carrière | Total sur la carrière | Total sur la carrière | 48          | 12          | 2           | 1                     | 0                     | 0                     | 49    | 12    | 2     |